# Kieldrecht
Kieldrecht – dzielnica (deelgemeente) gminy Beveren w Belgii, w Regionie Flamandzkim, w prowincji Flandria Wschodnia, w okręgu Sint-Niklaas. 1 stycznia 2020 roku liczyła 4007 mieszkańców. Do 31 grudnia 1976 samodzielna gmina.

## Demografia
Liczba mieszkańców, stan na 1 stycznia:
| Rok                | 1930 | 1947 | 1961 | 2020 |
| ------------------ | ---- | ---- | ---- | ---- |
| Liczba mieszkańców | 3789 | 4064 | 3945 | 4007 |